# Comparativo entre sistemas gerenciadores de bancos de dados relacionais
As tabelas abaixo comparam informações gerais e técnicas para um número de sistemas gerenciadores de bancos de dados relacionais. Veja os artigos individuais de cada produto para mais informações. Este artigo não é inteiramente e/ou necessariamente sempre atualizado. A não ser que seja especificado em notas de rodapé, comparações são baseadas nas versões estáveis sem extensões, add-ons ou programas externos.

## Informações Gerais
|                                                  | Mantenedor                                | Primeira data de lançamento | Última versão estável | Última data de lançamento | Licença de software                                |
| ------------------------------------------------ | ----------------------------------------- | --------------------------- | --------------------- | ------------------------- | -------------------------------------------------- |
| ADABAS                                           | Software AG                               | 1970                        | 8.1                   |                           | Proprietário (Particular)                          |
| Adaptive Server Enterprise                       | Sybase                                    | 1987                        | 15.7                  |                           | Proprietário (Particular)                          |
| Advantage Database Server (ADS)                  | Sybase                                    | 1992                        | 11.0                  | 2012                      | Proprietário (Particular)                          |
| Altibase                                         | Altibase Corp.                            | 2000                        | 6.1.1                 | 2012-04-01                | Proprietário (Particular)                          |
| Apache Derby                                     | Apache                                    | 2004                        | 10.8.2.2              | 2011-10-24                | Apache License                                     |
| CUBRID                                           | NHN Corporation                           | 2008-11                     | 8.4.1                 | 2012-02-24                | GPL v2                                             |
| Datacom                                          | CA, Inc.                                  | ?                           | 11.2                  |                           | Proprietário (Particular)                          |
| DB2                                              | IBM                                       | 1983                        | 10.1                  | 2012-04-30                | Proprietário (Particular)                          |
| Drizzle                                          | Brian Aker                                | 2008                        | Build 1126            |                           | BSD, GPL v2                                        |
| Empress Embedded Database                        | Empress Software Inc                      | 1979                        | 10.20                 | 2010-03                   | Proprietário (Particular)                          |
| FileMaker                                        | FileMaker                                 | 1984                        | 12.0                  | 2012-04-12                | Proprietário (Particular)                          |
| Firebird                                         | Firebird project                          | 2000-07-25                  | 2.5.1                 | 2011-10-04                | IPL and IDPL                                       |
| HSQLDB                                           | HSQL Development Group                    | 2001                        | 2.2.6                 | 2011-11-20                | BSD                                                |
| H2                                               | H2 Software                               | 2005                        | 1.3.160               | 2011-09-11                | EPL and modified MPL                               |
| Informix Dynamic Server                          | IBM                                       | 1980                        | 11.70.xC5             | 2012-05-26                | Proprietário (Particular)                          |
| Ingres                                           | Ingres Corp.                              | 1974                        | Ingres Database 10    | 2010-10-12                | GPL and Proprietário (Particular)                  |
| InterBase                                        | Embarcadero                               | 1984                        | InterBase XE          | 2010-09-21                | Proprietário (Particular)                          |
| Linter SQL RDBMS                                 | RELEX Group                               | 1990                        | 6.x                   |                           | Proprietário (Particular)                          |
| LucidDB                                          | The Eigenbase Project                     | 2007-01                     | 0.9.3                 |                           | GPL v2                                             |
| MariaDB                                          | MariaDB Community                         | 2010-02-01                  | 5.5.23                | 2012-04-11                | GPL v2                                             |
| MaxDB                                            | SAP AG                                    | 2003-05                     | 7.6                   | 2008-01                   | Proprietário (Particular)                          |
| Microsoft Access (JET)                           | Microsoft                                 | 1992                        | 14 (2010)             |                           | Proprietário (Particular)                          |
| Microsoft Visual Foxpro                          | Microsoft                                 | 1984                        | 9 (2005)              | 2007-10-11                | Proprietário (Particular)                          |
| Microsoft SQL Server                             | Microsoft                                 | 1989                        | 2012 (v11)            |                           | Proprietário (Particular)                          |
| Microsoft SQL Server Compact (Embedded Database) | Microsoft                                 | 2000                        | 2010 (v3.5 SP2)       |                           | Proprietário (Particular)                          |
| MonetDB/SQL                                      | The MonetDB Developer Team                | 2004                        | 11.9.1                | 2012-04                   | MonetDB Public License v1.1                        |
| mSQL                                             | Hughes Technologies                       | 1994                        | 3.9                   | 2011-02                   | Proprietário (Particular)                          |
| MySQL                                            | Sun Microsystems (now Oracle Corporation) | 1995-11                     | 5.5.17                | 2011-10-21                | GPL or Proprietário (Particular)                   |
| Nexusdb                                          | Nexus Database Systems Pty Ltd            | 2003-09                     | 3.04                  | 2010-05-08                | Proprietário (Particular)                          |
| HP NonStop SQL                                   | Hewlett-Packard                           | 1987                        | SQL/MX 2.3            |                           | Proprietário (Particular)                          |
| Omnis Studio                                     | TigerLogic Inc                            | 1982-07                     | 4.3.1 Release 1no     | 2008-05                   | Proprietário (Particular)                          |
| OpenBase SQL                                     | OpenBase International                    | 1991                        | 11.0.0                |                           | Proprietário (Particular)                          |
| OpenEdge                                         | Progress Software Corporation             | 1984                        | 11.0                  |                           | Proprietário (Particular)                          |
| OpenLink Virtuoso                                | OpenLink Software                         | 1998                        | 6.x                   | 2011-11                   | GPL or Proprietário (Particular)                   |
| Oracle                                           | Oracle Corporation                        | 1979-11                     | 11g Release 2         | 2009-09                   | Proprietário (Particular)                          |
| Oracle Rdb                                       | Oracle Corporation                        | 1984                        | 7.2.5.0               | 2011-06-20                | Proprietário (Particular)                          |
| Paradox                                          | Corel Corporation                         | 1985                        | 11                    | 2003                      | Proprietário (Particular)                          |
| Pervasive PSQL                                   | Pervasive Software                        | 1982                        | 11                    | 2011-07                   | Proprietário (Particular)                          |
| Polyhedra DBMS                                   | ENEA AB                                   | 1993                        | 8.5                   | 2011-06                   | Proprietário (Particular)                          |
| PostgreSQL                                       | PostgreSQL Global Development Group       | 1989-06                     | 9.2.0                 | 2012-09-10                | PostgreSQL Licence (a liberal Open Source license) |
| R:Base                                           | R:BASE Technologies                       | 1982                        | 7.6                   |                           | Proprietário (Particular)                          |
| RDM Embedded                                     | Raima Inc.                                | 1984                        | 10.1                  | 2011-08-31                | Proprietário (Particular)                          |
| RDM Server                                       | Raima Inc.                                | 1993                        | 8.3                   |                           | Proprietário (Particular)                          |
| ScimoreDB                                        | Scimore                                   | 2005                        | 3.0                   | 2008-03-03                | Proprietário (Particular)                          |
| SmallSQL                                         | SmallSQL                                  | 2005-04-16                  | 0.20                  | 2008-12                   | LGPL                                               |
| SQL Anywhere                                     | Sybase                                    | 1992                        | 12.0                  | 2010-07-09                | Proprietário (Particular)                          |
| SQLBase                                          | Unify Corp.                               | 1982                        | 11.5                  | 2008-11                   | Proprietário (Particular)                          |
| SQLite                                           | D. Richard Hipp                           | 2000-08-17                  | 3.7.13                | 2012-06-11                | Public domain                                      |
| Superbase                                        | Superbase                                 | 1984                        | Scientific (2004)     |                           | Proprietário (Particular)                          |
| Teradata                                         | Teradata                                  | 1984                        | 13.10                 |                           | Proprietário (Particular)                          |
| UniData                                          | Rocket Software                           | 1988                        | 7.2.12                | 2011-10                   | Proprietário (Particular)                          |
| Xeround Cloud Database                           | Xeround Systems                           | 2010                        | 3.1                   | 2011-10-11                | SaaS                                               |

## Suporte a sistemas operacionais
Os sistemas operacionais em que os SGBDs podem executar.
|                                                  | Windows | Mac OS X    | Linux | BSD | UNIX      | AmigaOS | Symbian | z/OS1   | iOS | Android |
| ------------------------------------------------ | ------- | ----------- | ----- | --- | --------- | ------- | ------- | ------- | --- | ------- |
| 4th Dimension                                    | Sim     | Sim         | Não   | Não | Não       | Não     | Não     | Não     | Não | Não     |
| ADABAS                                           | Sim     | Não         | Sim   | Não | Sim       | Não     | Não     | Sim     | Não | Não     |
| Adaptive Server Enterprise                       | Sim     | Não         | Sim   | Sim | Sim       | Não     | Não     | Não     | Sim | Sim     |
| Advantage Database Server                        | Sim     | Não         | Sim   | Não | Não       | Não     | Não     | Não     | Não | Não     |
| Altibase                                         | Sim     | Não         | Sim   | Não | Sim       | Não     | Não     | Não     | Não | Não     |
| Apache Derby2                                    | Sim     | Sim         | Sim   | Sim | Sim       | Não     | Não     | Sim     | ?   | Não     |
| CUBRID                                           | Sim     | Parcial10   | Sim   | Não | Não       | Não     | Não     | Não     | Não | Não     |
| Drizzle                                          | Não     | Sim         | Sim   | Sim | Sim       | Não     | Não     | Não     | Não | Não     |
| DB25                                             | Sim     | (Express C) | Sim   | Não | Sim       | Não     | Não     | Sim     | Sim | Não     |
| Empress Embedded Database                        | Sim     | Sim         | Sim   | Sim | Sim       | Não     | Não     | Não     | Não | Sim     |
| Firebird                                         | Sim     | Sim         | Sim   | Sim | Sim       | Não     | Não     | Talvez  | Não | Não     |
| HSQLDB2                                          | Sim     | Sim         | Sim   | Sim | Sim       | Não     | Não     | Sim     | ?   | ?       |
| H22                                              | Sim     | Sim         | Sim   | Sim | Sim       | Não     | Não     | Sim     | ?   | Sim     |
| FileMaker                                        | Sim     | Sim         | Não   | Não | Não       | Não     | Não     | Não     | Sim | Não     |
| Informix Dynamic Server                          | Sim     | Sim         | Sim   | Sim | Sim       | Não     | Não     | Sim     | Não | Não     |
| Ingres                                           | Sim     | Sim         | Sim   | Sim | Sim       | Não     | Não     | Parcial | Não | Não     |
| InterBase                                        | Sim     | Sim         | Sim   | Não | (Solaris) | Não     | Não     | Não     | Não | Não     |
| Linter SQL RDBMS6                                | Sim     | Sim         | Sim   | Sim | 6         | Não     | Não     | ?       | ?   | Sim     |
| LucidDB                                          | Sim     | Sim         | Sim   | Não | Não       | Não     | Não     | Não     | Não | Não     |
| MariaDB                                          | Sim     | Sim [ 28 ]  | Sim   | Sim | Sim       | Não     | Não     | Não     | ?   | ?       |
| MaxDB                                            | Sim     | Não         | Sim   | Não | Sim       | Não     | Não     | Talvez  | Não | Não     |
| Microsoft Access (JET)                           | Sim     | Não         | Não   | Não | Não       | Não     | Não     | Não     | Não | Não     |
| Microsoft Visual Foxpro                          | Sim     | Não         | Não   | Não | Não       | Não     | Não     | Não     | Não | Não     |
| Microsoft SQL Server                             | Sim     | Não         | Não   | Não | Não       | Não     | Não     | Não     | Não | Não     |
| Microsoft SQL Server Compact (Embedded Database) | Sim     | Não         | Não   | Não | Não       | Não     | Não     | Não     | Não | Não     |
| MonetDB/SQL                                      | Sim     | Sim         | Sim   | Não | Sim       | Não     | Não     | Não     | ?   | ?       |
| MySQL8                                           | Sim     | Sim         | Sim   | Sim | Sim       | Sim     | Sim     | Sim     | ?   | Não     |
| Omnis Studio                                     | Sim     | Sim         | Sim   | Não | Não       | Não     | Não     | Não     | Não | Não     |
| OpenBase SQL                                     | Sim     | Sim         | Sim   | Sim | Sim       | Não     | Não     | Não     | Não | Não     |
| OpenEdge                                         | Sim     | Não         | Sim   | Não | Sim       | Não     | Não     | Não     | Não | Não     |
| OpenLink Virtuoso                                | Sim     | Sim         | Sim   | Sim | Sim       | Não     | Não     | Sim     | Não | Não     |
| Oracle4                                          | Sim     | Sim         | Sim   | Não | Sim       | Não     | Não     | Sim     | Não | Não     |
| Oracle Rdb3                                      | Não     | Não         | Não   | Não | Não       | Não     | Não     | Não     | Não | Não     |
| Pervasive PSQL                                   | Sim     | (OEM only)  | Sim   | Não | Não       | Não     | Não     | Não     | Não | Não     |
| Polyhedra7                                       | Sim     | Não         | Sim   | Não | Sim       | Não     | Não     | Não     | Não | Não     |
| PostgreSQL                                       | Sim     | Sim         | Sim   | Sim | Sim       | Não     | Não     | Não     | Não | Sim     |
| R:Base                                           | Sim     | Não         | Não   | Não | Não       | Não     | Não     | Não     | Não | Não     |
| RDM Embedded                                     | Sim     | Sim         | Sim   | Sim | Sim       | Não     | Não     | Não     | Não | Não     |
| RDM Server                                       | Sim     | Sim         | Sim   | Sim | Sim       | Não     | Não     | Não     | Não | Não     |
| ScimoreDB                                        | Sim     | Não         | Não   | Não | Não       | Não     | Não     | Não     | Não | Não     |
| SmallSQL2                                        | Sim     | Sim         | Sim   | Sim | Sim       | Não     | Não     | Sim     | Não | Não     |
| SQL Anywhere                                     | Sim     | Sim         | Sim   | Não | Sim       | Não     | Não     | Não     | Não | Sim     |
| SQLBase                                          | Sim     | Não         | Sim   | Não | Não       | Não     | Não     | Não     | Não | Não     |
| SQLite                                           | Sim     | Sim         | Sim   | Sim | Sim       | Sim     | Sim     | Talvez  | Sim | Sim     |
| Superbase                                        | Sim     | Não         | Não   | Não | Não       | Sim     | Não     | Não     | Não | Não     |
| Teradata                                         | Sim     | Não         | Sim   | Não | Sim       | Não     | Não     | Não     | Não | Não     |
| UniData                                          | Sim     | Não         | Sim   | Não | Sim       | Não     | Não     | Não     | Não | Não     |
| UniVerse                                         | Sim     | Não         | Sim   | Não | Sim       | Não     | Não     | Não     | Não | Não     |
| Xeround Cloud Database                           | Sim     | Sim         | Sim   | Sim | Sim       | Sim     | Sim     | Sim     | Sim | Sim     |
|                                                  |         |             |       |     |           |         |         |         |     |         |

## Funcionalidades fundamentais
Informações sobre quais funcionalidades fundamentais de um SGBD relacional estão implementadas nativamente.
|                                                  | ACID | Integridade referencial | Transações        | Unicode  | Interface                                                      |
| ------------------------------------------------ | ---- | ----------------------- | ----------------- | -------- | -------------------------------------------------------------- |
| 4th Dimension                                    | Sim  | Sim                     | Sim               | Sim      | GUI & SQL                                                      |
| ADABAS                                           | Sim  | Não                     | Sim               | Sim      | Chamada direta proprietária & SQL (via softwares de terceiros) |
| Adaptive Server Enterprise                       | Sim  | Sim                     | Sim               | Sim      | SQL                                                            |
| Advantage Database Server                        | Sim  | Sim                     | Sim               | 4        | API & SQL                                                      |
| Altibase                                         | Sim  | Sim                     | Sim               | Sim      | API & GUI & SQL                                                |
| Apache Derby                                     | Sim  | Sim                     | Sim               | Sim      | SQL                                                            |
| CUBRID                                           | Sim  | Sim                     | Sim               | Sim      | GUI & SQL                                                      |
| Drizzle                                          | Sim  | Sim                     | Sim               | Sim      | SQL                                                            |
| DB2                                              | Sim  | Sim                     | Sim               | Sim      | GUI & SQL                                                      |
| Empress Embedded Database                        | Sim  | Sim                     | Sim               | Sim      | API & SQL                                                      |
| Firebird                                         | Sim  | Sim                     | Sim               | Sim      | SQL                                                            |
| HSQLDB                                           | Sim  | Sim                     | Sim               | Sim      | SQL                                                            |
| H2                                               | Sim  | Sim                     | Sim               | Sim      | SQL                                                            |
| Informix Dynamic Server                          | Sim  | Sim                     | Sim               | Sim      | SQL                                                            |
| Ingres                                           | Sim  | Sim                     | Sim               | Sim      | SQL & QUEL                                                     |
| InterBase                                        | Sim  | Sim                     | Sim               | Sim      | SQL                                                            |
| Linter SQL RDBMS                                 | Sim  | Sim                     | Sim               | Sim      | GUI & SQL                                                      |
| LucidDB                                          | Sim  | Não                     | Não               | Sim      | SQL                                                            |
| MariaDB                                          | 2    | Parcial3                | 2 exceto para DDL | Sim      | SQL                                                            |
| MaxDB                                            | Sim  | Sim                     | Sim               | Sim      | SQL                                                            |
| Microsoft Access (JET)                           | Sim  | Sim                     | Sim               | Sim      | GUI & SQL                                                      |
| Microsoft Visual FoxPro                          | Não  | Sim                     | Sim               | Não      | GUI & SQL                                                      |
| Microsoft SQL Server                             | Sim  | Sim                     | Sim               | Sim      | GUI & SQL                                                      |
| Microsoft SQL Server Compact (Embedded Database) | Sim  | Sim                     | Sim               | Sim      | GUI & SQL                                                      |
| MonetDB/SQL                                      | Sim  | Sim                     | Sim               | Sim      | SQL                                                            |
| MySQL                                            | 2    | Parcial3                | 2 exceto para DDL | Sim      | SQL                                                            |
| OpenBase SQL                                     | Sim  | Sim                     | Sim               | Sim      | GUI & SQL                                                      |
| Oracle                                           | Sim  | Sim                     | exceto para DDL   | Sim      | API & GUI & SQL                                                |
| Oracle Rdb                                       | Sim  | Sim                     | Sim               | Sim      | SQL                                                            |
| OpenLink Virtuoso                                | Sim  | Sim                     | Sim               | Sim      | API & GUI & SQL                                                |
| Polyhedra DBMS                                   | Sim  | Sim                     | Sim               | Sim      | SQL                                                            |
| PostgreSQL                                       | Sim  | Sim                     | Sim               | Sim      | API & GUI & SQL                                                |
| RDM Embedded                                     | Sim  | Sim                     | Sim               | Sim      | SQL & API                                                      |
| RDM Server                                       | Sim  | Sim                     | Sim               | Sim      | SQL & API                                                      |
| ScimoreDB                                        | Sim  | Sim                     | Sim               | Parcial  | SQL                                                            |
| SQL Anywhere                                     | Sim  | Sim                     | Sim               | Sim      | SQL                                                            |
| SQLBase                                          | Sim  | Sim                     | Sim               | Sim      | API & GUI & SQL                                                |
| SQLite                                           | Sim  | Sim                     | Sim               | Opcional | SQL                                                            |
| Teradata                                         | Sim  | Sim                     | Sim               | Sim      | SQL                                                            |
| UniData                                          | Sim  | Não                     | Sim               | Sim      | Multiple                                                       |
| UniVerse                                         | Sim  | Não                     | Sim               | Sim      | Multiple                                                       |
| Xeround Cloud Database                           | Sim  | Não                     | Sim               | Sim      | SQL                                                            |
|                                                  | ACID | Integridade referencial | Transações        | Unicode  | Interface                                                      |

## Limites
Informações sobre os limites de tamanho de dados.
|                                                  | Tamanho máx. base                                   | Tamanho máx. tabela                                         | Tamanho máx. linha                        | Máx. colunas por linha           | Tamanho máx. Blob/Clob                                                | Tamanho máx. CHAR        | Tamanho máx. NUMBER                     | Menor valor DATE | Maior valor DATE                   | Tamanho máx. nome da coluna |
| ------------------------------------------------ | --------------------------------------------------- | ----------------------------------------------------------- | ----------------------------------------- | -------------------------------- | --------------------------------------------------------------------- | ------------------------ | --------------------------------------- | ---------------- | ---------------------------------- | --------------------------- |
| 4th Dimension                                    | limited                                             | ?                                                           | ?                                         | 65135                            | 200 GB (2 GiB Unicode)                                                | 200 GB (2 GiB Unicode)   | 64 bits                                 | ?                | ?                                  | ?                           |
| Advantage Database Server                        | Ilimitado                                           | 16 EiB                                                      | 65530 B                                   | 65135 / (10+ AvgFieldNameLength) | 4 GiB                                                                 | ?                        | 64 bits                                 | ?                | ?                                  | 128                         |
| Apache Derby                                     | Ilimitado                                           | Ilimitado                                                   | Ilimitado                                 | 1012 (5000 in views)             | 2 147 483 647 caracteres                                              | 254 (VARCHAR: 32672)     | 64 bits                                 | 0001-01-01       | 9999-12-31                         | 128                         |
| CUBRID                                           | 2 EB                                                | 2 EB                                                        | Ilimitado                                 | 6400                             | Ilimitado                                                             | 1 GB                     | 64 bits                                 | 0001-01-01       | 9999-12-31                         | 254                         |
| Drizzle                                          | Ilimitado                                           | 64 TB                                                       | 8 kB                                      | 1000                             | 4 GB (longtext, longblob)                                             | 64 kB (text)             | 64 bits                                 | 0001             | 9999                               | 64                          |
| DB2                                              | 512 TiB                                             | 512 TB                                                      | 32 677 B                                  | 1012                             | 2 GB                                                                  | 32 KiB)                  | 64 bits                                 | 0001             | 9999                               | 128                         |
| Empress Embedded Database                        | Ilimitado                                           | 263-1 bytes                                                 | 2 GB                                      | 32767                            | 2 GB                                                                  | 2 GB                     | 64 bits                                 | 0000-01-01       | 9999-12-31                         | 32                          |
| FileMaker                                        | 8TB                                                 | 8TB                                                         | 8TB                                       | 256,000,000                      | 4GB                                                                   | 10^9 characters          | 10^9 numbers w/ range 10^-400 to 10^400 | 0001-01-01       | 4000-12-31                         | 100                         |
| Firebird                                         | Ilimitado1                                          | ~32 TB                                                      | 65 536 B                                  | Depends on data types used.      | 2 GB                                                                  | 32 767 B                 | 64 bits                                 | 100              | 32768                              | 31                          |
| HSQLDB                                           | 64 TB                                               | Ilimitado8                                                  | Ilimitado8                                | Ilimitado8                       | 64 TB7                                                                | Ilimitado8               | Ilimitado8                              | 0001-01-01       | 9999-12-31                         | 128                         |
| H2                                               | 64 TB                                               | Ilimitado8                                                  | Ilimitado8                                | Ilimitado8                       | 64 TB7                                                                | Ilimitado8               | 64 bits                                 | -99999999        | 99999999                           | Ilimitado8                  |
|                                                  | Tamanho máx. base                                   | Tamanho máx. tabela                                         | Tamanho máx. linha                        | Máx. colunas por linha           | Tamanho máx. Blob/Clob                                                | Tamanho máx. CHAR        | Tamanho máx. NUMBER                     | Menor valor DATE | Maior valor DATE                   | Tamanho máx. nome da coluna |
| Informix Dynamic Server                          | ~128 PB                                             | ~128 PB                                                     | 32 765 bytes (exclusive of large objects) | 32765                            | 4 TB                                                                  | 32765                    | 1032                                    | 01/01/000110     | 12/31/9999                         | 128 bytes                   |
| Ingres                                           | Ilimitado                                           | Ilimitado                                                   | 256 kB                                    | 1024                             | 2 GB                                                                  | 32 000 B                 | 64 bits                                 | 0001             | 9999                               | 256                         |
| InterBase                                        | Ilimitado1                                          | ~32 TB                                                      | 65 536 B                                  | Depends on data types used.      | 2 GB                                                                  | 32 767 B                 | 64 bits                                 | 100              | 32768                              | 31                          |
| Linter SQL RDBMS                                 | Ilimitado                                           | 230 rows                                                    | 64 kB (w/o BLOBs), 4 GB (BLOB)            | 250                              | 4 GB                                                                  | 4 kB                     | 64 bits                                 | 0001-01-01       | 2099-12-31                         | 128                         |
| Microsoft Access (JET)                           | 2 GB                                                | 2 GB                                                        | 16 MB                                     | 255                              | 64 kB (memo field), 1 GB ("OLE Object" field)                         | 255 B (text field)       | 32 bits                                 | 0100             | 9999                               | 64                          |
| Microsoft Visual Foxpro                          | Ilimitado                                           | 2 GB                                                        | 65 500 B                                  | 255                              | 2 GB                                                                  | 16 MB                    | 32 bits                                 | 0001             | 9999                               | ?                           |
| Microsoft SQL Server                             | 524,272 TB (32 767 files * 16 TB max file size)     | 524,272 TB                                                  | 8060 bytes (Ilimitado)6                   | 30000                            | 2 GB                                                                  | 2 GB6                    | 126 bits2                               | 0001             | 9999                               | 128                         |
| Microsoft SQL Server Compact (Embedded Database) | 4 GB                                                | 4 GB                                                        | 8060 bytes                                | 1024                             | 500 MB                                                                | 4000                     | 126 bits 2                              | 0001             | 9999                               | 128                         |
| MySQL 5                                          | Ilimitado                                           | MyISAM storage limits: 256 TB; Innodb storage limits: 64 TB | 64 kB3                                    | 40964                            | 4 GB (longtext, longblob)                                             | 64 kB (text)             | 64 bits                                 | 1000             | 9999                               | 64                          |
| OpenLink Virtuoso                                | 32 TB                                               | DB size (or 32 TB)                                          | 4K                                        | 200                              | 2 GB                                                                  | 2 GB                     | 2**31                                   | 0                | 9999                               | 100                         |
| Oracle                                           | Ilimitado (4 GB * block size per tablespace)        | 4 GB * block size (with BIGFILE tablespace)                 | 8 kB                                      | 1000                             | Ilimitado                                                             | 4000 B                   | 126 bits                                | -4712            | 9999                               | 30                          |
|                                                  | Tamanho máx. base                                   | Tamanho máx. tabela                                         | Tamanho máx. linha                        | Máx. colunas por linha           | Tamanho máx. Blob/Clob                                                | Tamanho máx. CHAR        | Tamanho máx. NUMBER                     | Menor valor DATE | Maior valor DATE                   | Tamanho máx. nome da coluna |
| Polyhedra                                        | Limited by available RAM, address space             | 232 rows                                                    | Ilimitado                                 | 65536                            | 4 GB (subject to RAM)                                                 | 4 GB (subject to RAM)    | 32 bits                                 | 0001-01-01       | 8000-12-31                         | 255                         |
| PostgreSQL                                       | Ilimitado                                           | 32 TB                                                       | 1.6 TB                                    | 250-1600 depending on type       | 1 GB (text, bytea) - stored inline or 2 GB (stored in pg_largeobject) | 1 GB                     | Ilimitado                               | -4713            | 5874897                            | 63                          |
| RDM Embedded                                     | Ilimitado                                           | 248-1 rows                                                  | 32 KB                                     | 1000                             | 4 GB                                                                  | char: 256, varchar: 4 KB | 64 bits                                 | 0001-01-01       | 11758978-12-31                     | 31                          |
| RDM Server                                       | Ilimitado                                           | 264-1 rows                                                  | 32 KB                                     | 32768                            | Ilimitado                                                             | 32 KB                    | 64 bits                                 | 0001-01-01       | 11758978-12-31                     | 32                          |
| ScimoreDB                                        | Ilimitado                                           | 16 EB                                                       | 8050 B                                    | 255                              | 16 TB                                                                 | 8000 B                   | 64 bits                                 | ?                | ?                                  | ?                           |
| SQL Anywhere                                     | 104 TB (13 files, each file up to 8 TB (32k pages)) | Limited by file size                                        | Limited by file size                      | 45000                            | 2 GB                                                                  | 2 GB                     | 64 bits                                 | 0001-01-01       | 9999-12-31                         | ?                           |
| SQLite                                           | 128 TB (231 pages * 64 kB max page size)            | Limited by file size                                        | Limited by file size                      | 32767                            | 2 GB                                                                  | 2 GB                     | 64 bits                                 | No DATE type9    | No DATE type9                      | Ilimitado                   |
| Teradata                                         | Ilimitado                                           | Ilimitado                                                   | 64 kB wo/lobs (64 GB w/lobs)              | 2048                             | 2 GB                                                                  | 10 000                   | 64 bits                                 | ?                | 9999-12-31 Select 80991231 (date); | 30                          |
| UniVerse                                         | Ilimitado                                           | Ilimitado                                                   | Ilimitado                                 | Ilimitado                        | Ilimitado                                                             | Ilimitado                | Ilimitado                               | Ilimitado        | Ilimitado                          | Ilimitado                   |
| Xeround Cloud Database                           | Ilimitado                                           | Ilimitado                                                   | 32GB, depending on available memory       | 1000                             | 4GB                                                                   | 64K                      | 64 bits                                 | 1000             | 9999                               | 64                          |
|                                                  | Tamanho máx. base                                   | Tamanho máx. tabela                                         | Tamanho máx. linha                        | Máx. colunas por linha           | Tamanho máx. Blob/Clob                                                | Tamanho máx. CHAR        | Tamanho máx. NUMBER                     | Menor valor DATE | Maior valor DATE                   | Tamanho máx. nome da coluna |

## Tabelas e visões
Informações sobre quais tipos de tabelas e visões (que não as básicas) são suportadas nativamente.
|                                                  | Tabela temporária | Visão materializada                        |
| ------------------------------------------------ | ----------------- | ------------------------------------------ |
| 4th Dimension                                    | Sim               | Planejada inclusão na próxima versão maior |
| ADABAS                                           | ?                 | ?                                          |
| Adaptive Server Enterprise                       | 1                 | Não                                        |
| Advantage Database Server                        | Sim               | (apenas visões comuns)                     |
| Altibase                                         | Sim               | (apenas visões comuns)                     |
| Apache Derby                                     | Sim               | Não                                        |
| CUBRID                                           | Não               | Não                                        |
| Drizzle                                          | Sim               | 4                                          |
| DB2                                              | Sim               | Sim                                        |
| Empress Embedded Database                        | Sim               | Sim                                        |
| Firebird                                         | Sim               | (apenas visões comuns)                     |
| HSQLDB                                           | Sim               | Não                                        |
| H2                                               | Sim               | Não                                        |
| Informix Dynamic Server                          | Sim               | 2                                          |
| Ingres                                           | Sim               | Planejada inclusão na próxima versão maior |
| InterBase                                        | Sim               | Não                                        |
| Linter SQL RDBMS                                 | Sim               | Sim                                        |
| LucidDB                                          | Não               | Não                                        |
| MaxDB                                            | Sim               | Não                                        |
| Microsoft Access (JET)                           | Não               | Não                                        |
| Microsoft Visual Foxpro                          | Sim               | Sim                                        |
| Microsoft SQL Server                             | Sim               | 3                                          |
| Microsoft SQL Server Compact (Embedded Database) | Sim               | Não                                        |
| MonetDB/SQL                                      | Sim               | Não                                        |
| MySQL                                            | Sim               | 4                                          |
| OpenBase SQL                                     | Sim               | Sim                                        |
| Oracle                                           | Sim               | Sim                                        |
| Oracle Rdb                                       | Sim               | Sim                                        |
| OpenLink Virtuoso                                | Sim               | Sim                                        |
| Polyhedra DBMS                                   | Não               | (apenas visões comuns)                     |
| PostgreSQL                                       | Sim               | 5                                          |
| RDM Embedded                                     | Sim               | Não                                        |
| RDM Server                                       | Sim               | Não                                        |
| SQL Anywhere                                     | Sim               | Sim                                        |
| ScimoreDB                                        | Não               | Não                                        |
| SQLite                                           | Sim               | Não                                        |
| Teradata                                         | Sim               | Sim                                        |
| UniData                                          | Sim               | Não                                        |
| UniVerse                                         | Sim               | Não                                        |
| Xeround Cloud Database                           | Sim               | Não                                        |

## Índices
Informações sobre quais índices (que não os básicos B-/B+) são suportados nativamente.
|                                                  | R-/R+ tree         | Hash                                        | Expressão    | Parcial | Reverso | Bitmap       | GiST | GIN | Full-text          | Spatial            | FOT        |
| ------------------------------------------------ | ------------------ | ------------------------------------------- | ------------ | ------- | ------- | ------------ | ---- | --- | ------------------ | ------------------ | ---------- |
| 4th Dimension                                    | ?                  | Cluster                                     | ?            | ?       | ?       | ?            | ?    | ?   | Sim                | ?                  | ?          |
| ADABAS                                           | ?                  | ?                                           | ?            | ?       | ?       | ?            | ?    | ?   | ?                  | ?                  |            |
| Adaptive Server Enterprise                       | Não                | Não                                         | Sim          | Não     | Sim     | Não          | Não  | Não | Sim                | ?                  |            |
| Advantage Database Server                        | Não                | Não                                         | Sim          | Não     | Sim     | Sim          | Não  | Não | Sim                | ?                  |            |
| Apache Derby                                     | Não                | Não                                         | Não          | Não     | Não     | Não          | Não  | Não | Não [ 30 ]         | ?                  |            |
| CUBRID                                           | Não                | Não                                         | Não          | Não     | Sim     | Não          | Não  | Não | ?                  | ?                  |            |
| Drizzle                                          | Não                | Não                                         | Não          | Não     | Não     | Não          | Não  | Não | Não                | ?                  |            |
| DB2                                              | Não                | ?                                           | Sim          | Não     | Sim     | Sim          | Não  | Não | Sim [ 31 ]         | ?                  |            |
| Empress Embedded Database                        | Sim                | Não                                         | Não          | Sim     | Não     | Sim          | Não  | Não | Não                | ?                  |            |
| Firebird                                         | Não                | Não                                         | Sim          | Não     | 1       | Não          | Não  | Não | Não [ 32 ]         | ?                  |            |
| HSQLDB                                           | Não                | Não                                         | Não          | Não     | Não     | Não          | Não  | Não | Não                | ?                  |            |
| H2                                               | Não                | Sim                                         | Não          | Não     | Não     | Não          | Não  | Não | Sim [ 33 ]         | ?                  |            |
| Informix Dynamic Server                          | Sim                | Sim                                         | Sim          | Sim     | Sim     | Sim          | Sim  | Sim | Sim                | Sim                | Sim [ 34 ] |
| Ingres                                           | Sim                | Sim                                         | (Ingres v10) | Não     | Não     | (Ingres v10) | Não  | Não | Não                | ?                  |            |
| InterBase                                        | Não                | Não                                         | Não          | Não     | Não     | Não          | Não  | Não | Não                | ?                  |            |
| Linter SQL RDBMS10                               | Não                | Não                                         | Não          | Não     | Não     | Não          | Não  | Não | Sim [ 35 ]         | ?                  |            |
| LucidDB                                          | Não                | Não                                         | Não          | Não     | Não     | Sim          | Não  | Não | Não                | ?                  |            |
| MaxDB                                            | Não                | Não                                         | Não          | Não     | Não     | Não          | Não  | Não | Não                | ?                  |            |
| Microsoft Access (JET)                           | Não                | Não                                         | Não          | Não     | Não     | Não          | Não  | Não | Não [ 36 ]         | ?                  |            |
| Microsoft Visual Foxpro                          | Não                | Não                                         | Sim          | Sim     | 2       | Sim          | Não  | Não | Não                | ?                  |            |
| Microsoft SQL Server                             | ?                  | Non/Cluster & fill factor                   | 3            | 4       | 3       | Não          | Não  | Não | Sim [ 37 ]         | Sim [ 38 ]         |            |
| Microsoft SQL Server Compact (Embedded Database) | Não                | Não                                         | Não          | Não     | Não     | Não          | Não  | Não | Não [ 39 ]         | ?                  |            |
| MonetDB/SQL                                      | Não                | Sim                                         | Não          | Não     | Não     | Não          | Não  | Não | ?                  | ?                  |            |
| MySQL                                            | MyISAM tables only | MEMORY, Cluster (NDB), InnoDB,5 tables only | Não [ 40 ]   | Não     | Não     | Não          | Não  | Não | MyISAM tables only | MyISAM tables only | ?          |
| Oracle                                           | 11                 | Cluster Tables                              | Sim          | 6       | Sim     | Sim          | Não  | Não | Sim [ 43 ]         | Sim [ 44 ]         |            |
| Oracle Rdb                                       | Não                | Sim                                         | ?            | Não     | Não     | ?            | Não  | Não | ?                  | ?                  |            |
| OpenLink Virtuoso                                | Sim                | Cluster                                     | Sim          | Sim     | Não     | Sim          | Não  | Não | Sim                | ?                  |            |
| Polyhedra DBMS                                   | Não                | Sim                                         | Não          | Não     | Não     | Não          | Não  | Não | ?                  | ?                  |            |
| PostgreSQL                                       | Sim                | Sim                                         | Sim          | Sim     | 7       | 8            | Sim  | Sim | Sim [ 45 ]         | PostGIS            |            |
| RDM Embedded                                     | Não                | Sim                                         | Não          | Sim     | Sim     | Não          | Não  | Não | Não                | Não                | Não        |
| RDM Server                                       | Não                | Não                                         | Não          | Sim     | Sim     | Não          | Não  | Não | Não                | Não                | Não        |
| ScimoreDB                                        | Não                | Não                                         | Não          | Não     | Não     | Não          | Não  | Não | Sim [ 47 ]         | ?                  |            |
| SQL Anywhere                                     | Não                | Não                                         | Não          | Não     | Não     | Não          | Não  | Não | Sim                | ?                  |            |
| SQLite                                           | Sim [ 48 ]         | Não                                         | Não          | Não     | Sim     | Não          | Não  | Não | Sim [ 49 ]         | SpatiaLite         |            |
| Teradata                                         | Não                | Sim                                         | Sim          | Sim     | Não     | Sim          | Não  | Não | ?                  | ?                  |            |
| UniVerse                                         | Sim                | Sim                                         | 3            | 3       | 3       | Não          | Não  | Não | ?                  | Sim [ 52 ]         |            |
| Xeround Cloud Database                           | Não                | Sim                                         | Não          | Não     | Não     | Não          | Não  | Não | Não                | Não                |            |
|                                                  | R-/R+ tree         | Hash                                        | Expressão    | Parcial | Reverso | Bitmap       | GiST | GIN | Full-text          | Spatial            | FOT        |

## Capacidades
|                                                  | União | Interseção                 | Except                     | Inner joins | Outer joins | Inner selects | Merge joins | Blobs e Clobs | Common table expressions | Funções de janelamento | Queries em paralelo |
| ------------------------------------------------ | ----- | -------------------------- | -------------------------- | ----------- | ----------- | ------------- | ----------- | ------------- | ------------------------ | ---------------------- | ------------------- |
| 4th Dimension                                    | Sim   | Sim                        | Sim                        | Sim         | Sim         | Não           | Não         | Sim           | ?                        | ?                      | ?                   |
| ADABAS                                           | Sim   | ?                          | ?                          | ?           | ?           | ?             | ?           | ?             | ?                        | ?                      | ?                   |
| Adaptive Server Enterprise                       | Sim   | ?                          | ?                          | Sim         | Sim         | Sim           | Sim         | Sim           | ?                        | ?                      | Sim                 |
| Advantage Database Server                        | Sim   | Não                        | Não                        | Sim         | Sim         | Sim           | Sim         | Sim           | ?                        | Não                    | ?                   |
| Altibase                                         | Sim   | Sim                        | Sim, via MINUS             | Sim         | Sim         | Sim           | Sim         | Sim           | Não                      | Não                    | Não                 |
| Apache Derby                                     | Sim   | Sim                        | Sim                        | Sim         | Sim         | ?             | ?           | Sim           | Não                      | Não                    | ?                   |
| CUBRID                                           | Sim   | Sim                        | Sim                        | Sim         | Sim         | Sim           | Sim         | Sim           | Não                      | Não                    | ?                   |
| Drizzle                                          | Sim   | Não                        | Não                        | Sim         | Sim         | Sim           | Não         | Sim           | Não                      | Não                    | Não [ 53 ]          |
| DB2                                              | Sim   | Sim                        | Sim                        | Sim         | Sim         | Sim           | Sim         | Sim           | Sim                      | Sim                    | Sim [ 54 ]          |
| Empress Embedded Database                        | Sim   | Sim                        | Sim                        | Sim         | Sim         | Sim           | Sim         | Sim           | ?                        | ?                      | ?                   |
| Firebird                                         | Sim   | ?                          | ?                          | Sim         | Sim         | Sim           | Sim         | Sim           | Sim                      | Sim                    | ?                   |
| HSQLDB                                           | Sim   | Sim                        | Sim                        | Sim         | Sim         | Sim           | Sim [ 55 ]  | Sim           | Sim                      | Não                    | Sim [ 55 ]          |
| H2                                               | Sim   | Sim                        | Sim                        | Sim         | Sim         | Sim           | Não         | Sim           | experimental             | Não [ 57 ]             | ?                   |
| Informix Dynamic Server                          | Sim   | ?                          | Sim, via MINUS             | Sim         | Sim         | Sim           | Sim         | Sim           | Sim                      | ?                      | Sim [ 58 ]          |
| Ingres                                           | Sim   | Não                        | Não                        | Sim         | Sim         | Sim           | Sim         | Sim           | Não                      | Não                    | ?                   |
| InterBase                                        | Sim   | ?                          | ?                          | Sim         | Sim         | ?             | ?           | Sim           | ?                        | ?                      | ?                   |
| Linter SQL RDBMS                                 | Sim   | Sim                        | Sim                        | Sim         | Sim         | Sim           | Sim         | Sim           | Não                      | Sim                    | ?                   |
| LucidDB                                          | Sim   | Sim                        | Sim                        | Sim         | Sim         | Sim           | Sim         | Não           | ?                        | ?                      | ?                   |
| MaxDB                                            | Sim   | ?                          | ?                          | Sim         | Sim         | Sim           | Não         | Sim           | ?                        | ?                      | ?                   |
| Microsoft Access (JET)                           | Sim   | Não                        | Não                        | Sim         | Sim         | Sim           | Não         | Sim           | Não                      | Não                    | ?                   |
| Microsoft Visual Foxpro                          | Sim   | ?                          | ?                          | Sim         | Sim         | Sim           | ?           | Sim           | ?                        | ?                      | ?                   |
| Microsoft SQL Server                             | Sim   | (versão 2005 e superiores) | (versão 2005 e superiores) | Sim         | Sim         | Sim           | Sim         | Sim           | Sim                      | Sim [ 59 ]             | Sim [ 60 ]          |
| Microsoft SQL Server Compact (Embedded Database) | Sim   | Não                        | Não                        | Sim         | Sim         | ?             | Não         | Sim           | Não                      | Não                    | ?                   |
| MonetDB/SQL                                      | ?     | ?                          | ?                          | ?           | ?           | ?             | ?           | ?             | ?                        | ?                      | ?                   |
| MySQL                                            | Sim   | Não                        | Não                        | Sim         | Sim         | Sim           | Não         | Sim           | Não [ 61 ]               | Não                    | Não [ 62 ]          |
| OpenBase SQL                                     | Não   | Não                        | Não                        | Sim         | Sim         | Sim           | Sim         | Sim           | ?                        | ?                      | ?                   |
| Oracle                                           | Sim   | Sim                        | Sim, via MINUS             | Sim         | Sim         | Sim           | Sim         | Sim           | 1                        | Sim                    | Sim                 |
| Oracle Rdb                                       | Sim   | Sim                        | Sim                        | Sim         | Sim         | Sim           | Sim         | Sim           | ?                        | ?                      | ?                   |
| OpenLink Virtuoso                                | Sim   | ?                          | ?                          | Sim         | Sim         | Sim           | ?           | Sim           | ?                        | ?                      | ?                   |
| Polyhedra DBMS                                   | Sim   | Sim                        | Sim                        | Sim         | Não         | ?             | ?           | Sim           | ?                        | ?                      | ?                   |
| PostgreSQL                                       | Sim   | Sim                        | Sim                        | Sim         | Sim         | Sim           | Sim         | Sim           | Sim                      | Sim                    | Não [ 63 ]          |
| RDM Embedded                                     | Não   | Não                        | Não                        | Sim         | Sim         | Não           | Não         | Sim           | Não                      | Não                    | Não                 |
| RDM Server                                       | Sim   | Não                        | Não                        | Sim         | Sim         | Sim           | Não         | Sim           | Não                      | Não                    | Não                 |
| ScimoreDB                                        | Sim   | ?                          | ?                          | Sim         | Apenas LEFT | Sim           | Sim         | Sim           | ?                        | ?                      | ?                   |
| SmallSQL                                         | ?     | ?                          | ?                          | ?           | ?           | ?             | ?           | ?             | ?                        | ?                      | ?                   |
| SQL Anywhere                                     | Sim   | Sim                        | Sim                        | Sim         | Sim         | Sim           | Sim         | Sim           | Sim                      | Sim                    | Sim                 |
| SQLite                                           | Sim   | Sim                        | Sim                        | Sim         | Apenas LEFT | Sim           | Não         | Sim           | Não                      | Não                    | Não                 |
| Teradata                                         | Sim   | Sim                        | Sim                        | Sim         | Sim         | Sim           | Sim         | Sim           | Não                      | Sim                    | Sim                 |
| UniVerse                                         | Sim   | Sim                        | Sim                        | Sim         | Sim         | Sim           | Sim         | Não           | Não                      | Não                    | ?                   |
| Xeround Cloud Database                           | Sim   | Não                        | Não                        | Sim         | Sim         | Sim           | Não         | Sim           | Não                      | Não                    | Não                 |

## Tipos de dados
|                                                  | Sistema de tipos                     | Inteiros | Ponto flutuante                                                                             | Decimal                                                  | String | Binário                                | Data/Hora                                                                       | Booleano                                 | Outros |
| ------------------------------------------------ | ------------------------------------ | --- | ------------------------------------------------------------------------------------------- | -------------------------------------------------------- | --- | -------------------------------------- | ------------------------------------------------------------------------------- | ---------------------------------------- | --- |
| Altibase                                         | Estático                             | SMALLINT (16-bit), INTEGER (32-bit), BIGINT (64-bit)                                                                                        | REAL(32-bit), DOUBLE(64-bit)                                                                | DECIMAL, NUMERIC, NUMBER, FLOAT                          | CHAR, VARCHAR, NCHAR, NVARCHAR, CLOB | BLOB, BYTE, NIBBLE, BIT, VARBIT        | DATE                                                                            |                                          | GEOMETRY |
| CUBRID                                           | Estático                             | SMALLINT (16-bit), INTEGER (32-bit), BIGINT (64-bit)                                                                                        | FLOAT, REAL(32-bit), DOUBLE(64-bit)                                                         | DECIMAL, NUMERIC                                         | CHAR, VARCHAR, NCHAR, NVARCHAR, CLOB | BLOB                                   | DATE, DATETIME, TIME, TIMESTAMP                                                 | BIT                                      | MONETARY, BIT VARYING, SET, MULTISET, SEQUENCE |
| Drizzle                                          | Estático                             | INT (32-bit), BIGINT (64-bit) | DOUBLE (aka REAL) (64-bit)                                                                  | DECIMAL                                                  | BINARY, VARCHAR, VARBINARY, TEXT, | BLOB                                   | DATETIME, DATE, TIMESTAMP                                                       |                                          | ENUM, SERIAL |
| Empress Embedded Database                        | Estático                             | TINYINT, SQL_TINYINT or INTEGER8 SMALLINT, SQL_SMALLINT or INTEGER16 INTEGER, INT, SQL_INTEGER or INTEGER32 BIGINT, SQL_BIGINT or INTEGER64 | REAL, SQL_REAL or FLOAT32 DOUBLE PRECISION, SQL_DOUBLE or FLOAT64 FLOAT or SQL_FLOAT EFLOAT | DECIMAL, DEC, NUMERIC, SQL_DECIMAL or SQL_NUMERIC DOLLAR | CHARACTER, ECHARACTER, CHARACTER VARYING, NATIONAL CHARACTER, NATIONAL CHARACTER VARYING and NLSCHARACTER CHARACTER LARGE OBJECT, TEXT, NATIONAL CHARACTER LARGE OBJECT, and NLSTEXT | BINARY LARGE OBJECT or BLOB BULK       | DATE, EDATE, TIME, ETIME, EPOCH_TIME, TIMESTAMP, MICROTIMESTAMP                 | BOOLEAN                                  | SEQUENCE 32 SEQUENCE |
| HSQLDB                                           | Estático                             | TINYINT (8-bit), SMALLINT (16-bit), INTEGER (32-bit), BIGINT (64-bit)                                                                       | DOUBLE (64-bit)                                                                             | DECIMAL, NUMERIC                                         | CHAR, VARCHAR, LONGVARCHAR, CLOB | BINARY, VARBINARY, LONGVARBINARY, BLOB | DATE, TIME, TIMESTAMP, INTERVAL                                                 | BOOLEAN                                  | OTHER (object), BIT, BIT VARYING, ARRAY |
| Informix Dinâmico Server                         | Estático                             | SMALLINT (16-bit), INT (32-bit), INT8 (64-bit proprietary), BIGINT (64-bit)                                                                 | SMALLFLOAT (32-bit), FLOAT (64-bit)                                                         | DECIMAL (32 digits float/fixed), MONEY                   | CHAR, VARCHAR, NCHAR, NVARCHAR, LVARCHAR, CLOB, TEXT | TEXT, BYTE, BLOB, CLOB                 | DATE, DATETIME, INTERVAL                                                        | BOOLEAN                                  | SET, LIST, MULTISET, ROW, TIMESERIES, SPATIAL, USER DEFINED TYPES |
| Ingres                                           | Estático                             | TINYINT (8-bit), SMALLINT (16-bit), INTEGER (32-bit), BIGINT (64-bit)                                                                       | FLOAT4 (32-bit), FLOAT (64-bit)                                                             | DECIMAL                                                  | C, CHAR, VARCHAR, LONG VARCHAR, NCHAR, NVARCHAR, LONG NVARCHAR, TEXT | BYTE, VARBYTE, LONG VARBYTE (BLOB)     | DATE, ANSIDATE, INGRESDATE, TIME, TIMESTAMP, INTERVAL                           | N/A                                      | MONEY, OBJECT_KEY, TABLE_KEY, USER-DEFINED DATA TYPES (via OME) |
| Microsoft SQL Server                             | Estático                             | TINYINT, SMALLINT, INT, BIGINT | FLOAT, REAL                                                                                 | NUMERIC, DECIMAL, SMALLMONEY, MONEY                      | CHAR, VARCHAR, TEXT, NCHAR, NVARCHAR, NTEXT | BINARY, VARBINARY, IMAGE, FILESTREAM   | DATE, DATETIMEOFFSET, DATETIME2, SMALLDATETIME, DATETIME, TIME                  | BIT                                      | CURSOR, TIMESTAMP, HIERARCHYID, UNIQUEIDENTIFIER, SQL_VARIANT, XML, TABLE                                                                                                 |
| Microsoft SQL Server Compact (Embedded Database) | Estático                             | TINYINT, SMALLINT, INT, BIGINT | FLOAT, REAL                                                                                 | NUMERIC, DECIMAL, MONEY                                  | NCHAR, NVARCHAR, NTEXT | BINARY, VARBINARY, IMAGE               | DATETIME                                                                        | BIT                                      | TIMESTAMP, ROWVERSION, UNIQUEIDENTIFIER, IDENTITY, ROWGUIDCOL |
| MySQL                                            | Estático                             | TINYINT (8-bit), SMALLINT (16-bit), MEDIUMINT (24-bit), INT (32-bit), BIGINT (64-bit)                                                       | FLOAT (32-bit), DOUBLE (aka REAL) (64-bit)                                                  | DECIMAL                                                  | CHAR, BINARY, VARCHAR, VARBINARY, TEXT, TINYTEXT, MEDIUMTEXT, LONGTEXT | TINYBLOB, BLOB, MEDIUMBLOB, LONGBLOB   | DATETIME, DATE, TIMESTAMP, YEAR                                                 | BOOLEAN (aka BOOL) = synonym for TINYINT | ENUM, SET, GIS data types (Geometry, Point, Curve, LineString, Surface, Polygon, GeometryCollection, MultiPoint, MultiCurve, MultiLineString, MultiSurface, MultiPolygon) |
| Oracle                                           | Estático + Dinâmico (usando ANYDATA) | NUMBER | BINARY_FLOAT, BINARY_DOUBLE                                                                 | NUMBER                                                   | CHAR, VARCHAR2, CLOB, NCLOB, NVARCHAR2, NCHAR | BLOB, RAW, LONGRAW, BFILE              | DATE, TIMESTAMP (with/without TIMEZONE), INTERVAL                               | N/A                                      | SPATIAL, IMAGE, AUDIO, VIDEO, DICOM, XMLType |
| Polyhedra                                        | Estático                             | INTEGER8 (8-bit), INTEGER(16-bit), INTEGER (32-bit)                                                                                         | FLOAT32 (32-bit), FLOAT (aka REAL; 64-bit)                                                  | N/A                                                      | VARCHAR, LARGE VARCHAR (aka CHARACTER LARGE OBJECT) | LARGE BINARY (aka BINARY LARGE OBJECT) | DATETIME                                                                        | BOOLEAN                                  | N/A |
| PostgreSQL                                       | Estático                             | SMALLINT (16-bit), INTEGER (32-bit), BIGINT (64-bit)                                                                                        | REAL (32-bit), DOUBLE PRECISION (64-bit)                                                    | DECIMAL, NUMERIC                                         | CHAR, VARCHAR, TEXT | BYTEA                                  | DATE, TIME (with/without TIMEZONE), TIMESTAMP (with/without TIMEZONE), INTERVAL | BOOLEAN                                  | ENUM, POINT, LINE, LSEG, BOX, PATH, POLYGON, CIRCLE, CIDR, INET, MACADDR, BIT, UUID, XML, arrays                                                                          |
| RDM Embedded                                     | Estático                             | tinyint, smallint, integer, bigint | real, float, double                                                                         | N/A                                                      | char, varchar, wchar, varwchar, long varchar, long varwchar | binary, varbinary, long varbinary      | date, time, timestamp                                                           | bit                                      | N/A |
| RDM Server                                       | Estático                             | tinyint, smallint, integer, bigint | real, float, double                                                                         | decimal, numeric                                         | char, varchar, wchar, varwchar, long varchar, long varwchar | binary, varbinary, long varbinary      | date, time, timestamp                                                           | bit                                      | rowid |
| SQLite                                           | Dinâmico                             | INTEGER (64-bit) | REAL (aka FLOAT, DOUBLE) (64-bit)                                                           | N/A                                                      | TEXT (aka CHAR, CLOB) | BLOB                                   | N/A                                                                             | N/A                                      | N/A |
| UniData                                          | Dinâmico                             | N/A | N/A                                                                                         | N/A                                                      | N/A | N/A                                    | N/A                                                                             | N/A                                      | N/A |
| UniVerse                                         | Dinâmico                             | N/A | N/A                                                                                         | N/A                                                      | N/A | N/A                                    | N/A                                                                             | N/A                                      | N/A |
| Xeround Cloud Database                           | Estático                             | TINYINT (8-bit), SMALLINT (16-bit), MEDIUMINT (24-bit), INT (32-bit), BIGINT (64-bit)                                                       | FLOAT (32-bit), DOUBLE (aka REAL) (64-bit)                                                  | DECIMAL                                                  | CHAR, BINARY, VARCHAR, VARBINARY, TEXT, TINYTEXT, MEDIUMTEXT, LONGTEXT | TINYBLOB, BLOB, MEDIUMBLOB, LONGBLOB   | DATETIME, DATE, TIMESTAMP, YEAR                                                 | BOOLEAN (aka BOOL) = synonym for TINYINT | ENUM, SET |
|                                                  | Sistema de tipos                     | Inteiros | Ponto flutuante                                                                             | Decimal                                                  | String | Binário                                | Data/Hora                                                                       | Booleano                                 | Outros |

## Outros objetos
Informações sobre quais outros objetos são suportados nativamente.
|                                                  | Domínio de Dados           | Cursor | Trigger | Funções 1 | Procedure 1                             | Rotinas externas 1 |
| ------------------------------------------------ | -------------------------- | ------ | ------- | --------- | --------------------------------------- | ------------------ |
| 4th Dimension                                    | Sim                        | Não    | Sim     | Sim       | Sim                                     | Sim                |
| ADABAS                                           | ?                          | Sim    | ?       | ?         | ?                                       | ?                  |
| Adaptive Server Enterprise                       | Sim                        | Sim    | Sim     | Sim       | Sim                                     | Sim                |
| Advantage Database Server                        | Sim                        | Sim    | Sim     | Sim       | Sim                                     | Sim                |
| Altibase                                         | Sim                        | Sim    | Sim     | Sim       | Sim                                     | Sim                |
| Apache Derby                                     | Não                        | Sim    | Sim     | 2         | 2                                       | 2                  |
| CUBRID                                           | Sim                        | Sim    | Sim     | Sim       | 2                                       | Sim                |
| Drizzle                                          | Sim                        | Sim    | 4       | 4         | 4                                       | 4                  |
| Empress Embedded Database                        | via RANGE CHECK            | Sim    | Sim     | Sim       | Sim                                     | Sim                |
| DB2                                              | via CHECK CONSTRAINT       | Sim    | Sim     | Sim       | Sim                                     | Sim                |
| Firebird                                         | Sim                        | Sim    | Sim     | Sim       | Sim                                     | Sim                |
| HSQLDB                                           | Sim                        | Não    | Sim     | Sim       | Sim                                     | Sim                |
| H2                                               | Sim                        | Não    | 2       | 2         | 2                                       | Sim                |
| Informix Dynamic Server                          | via CHECK                  | Sim    | Sim     | Sim       | Sim                                     | Sim                |
| Ingres                                           | Sim                        | Sim    | Sim     | Sim       | Sim                                     | Sim                |
| InterBase                                        | Sim                        | Sim    | Sim     | Sim       | Sim                                     | Sim                |
| Linter SQL RDBMS                                 | Não                        | Sim    | Sim     | Sim       | Sim                                     | Não                |
| LucidDB                                          | Não                        | Sim    | Não     | 2         | 2                                       | 2                  |
| MaxDB                                            | Sim                        | Sim    | Sim     | Sim       | Sim                                     | ?                  |
| Microsoft Access (JET)                           | Sim                        | Não    | Não     | Não       | Sim, mas somente para operações DML/DDL | Sim                |
| Microsoft Visual Foxpro                          | Não                        | Sim    | Sim     | Sim       | Sim                                     | Sim                |
| Microsoft SQL Server                             | (versão 2000 e superiores) | Sim    | Sim     | Sim       | Sim                                     | Sim                |
| Microsoft SQL Server Compact (Embedded Database) | Não                        | Sim    | Não     | Não       | Não                                     | Não                |
| MonetDB                                          | Não                        | Não    | Sim     | Sim       | Sim                                     | Sim                |
| MySQL                                            | 3                          | Sim    | Sim     | Sim       | Sim                                     | Sim                |
| OpenBase SQL                                     | Sim                        | Sim    | Sim     | Sim       | Sim                                     | Sim                |
| Oracle                                           | Sim                        | Sim    | Sim     | Sim       | Sim                                     | Sim                |
| Oracle Rdb                                       | Sim                        | Sim    | Sim     | Sim       | Sim                                     | Sim                |
| OpenLink Virtuoso                                | Sim                        | Sim    | Sim     | Sim       | Sim                                     | Sim                |
| Polyhedra DBMS                                   | Não                        | Não    | Sim     | Sim       | Sim                                     | Sim                |
| PostgreSQL                                       | Sim                        | Sim    | Sim     | Sim       | Sim                                     | Sim                |
| RDM Embedded                                     | Não                        | Sim    | Não     | Não       | Sim                                     | Sim                |
| RDM Server                                       | Não                        | Sim    | Sim     | Não       | Sim                                     | Sim                |
| ScimoreDB                                        | Não                        | Não    | Não     | Não       | Sim                                     | Sim                |
| SQL Anywhere                                     | Sim                        | Sim    | Sim     | Sim       | Sim                                     | Sim                |
| SQLite                                           | Não                        | Não    | Sim     | Não       | Não                                     | Sim                |
| Teradata                                         | Não                        | Sim    | Sim     | Sim       | Sim                                     | Sim                |
| UniData                                          | Não                        | Não    | Sim     | Sim       | Sim                                     | Sim                |
| UniVerse                                         | Não                        | Não    | Sim     | Sim       | Sim                                     | Sim                |
| Xeround Cloud Database                           | 3                          | Sim    | Sim     | Sim       | Sim                                     | Não                |
|                                                  | Domínio de Dados           | Cursor | Trigger | Funções 1 | Procedure 1                             | Rotinas externas 1 |

## Particionamento
Informações sobre quais métodos de particionamento são suportados nativamente.
|                                                  | Range                                         | Hash                                          | Composite (Range+Hash)                        | List                                          | Expression |
| ------------------------------------------------ | --------------------------------------------- | --------------------------------------------- | --------------------------------------------- | --------------------------------------------- | ---------- |
| 4th Dimension                                    | ?                                             | ?                                             | ?                                             | ?                                             |            |
| ADABAS                                           | ?                                             | ?                                             | ?                                             | ?                                             |            |
| Adaptive Server Enterprise                       | Sim                                           | Sim                                           | Não                                           | Sim                                           |            |
| Advantage Database Server                        | Não                                           | Não                                           | Não                                           | Não                                           |            |
| Altibase                                         | Sim                                           | Sim                                           | Não                                           | Sim                                           |            |
| Apache Derby                                     | Não                                           | Não                                           | Não                                           | Não                                           |            |
| CUBRID                                           | Sim                                           | Sim                                           | Não                                           | Sim                                           |            |
| IBM DB2                                          | Sim                                           | Sim                                           | Sim                                           | Sim                                           |            |
| Empress Embedded Database                        | Não                                           | Não                                           | Não                                           | Não                                           |            |
| Firebird                                         | Não                                           | Não                                           | Não                                           | Não                                           |            |
| HSQLDB                                           | Não                                           | Não                                           | Não                                           | Não                                           |            |
| H2                                               | Não                                           | Não                                           | Não                                           | Não                                           |            |
| Informix Dynamic Server                          | Sim                                           | Sim                                           | Sim                                           | Sim                                           | Sim        |
| Ingres                                           | Sim                                           | Sim                                           | Sim                                           | Sim                                           |            |
| InterBase                                        | Não                                           | Não                                           | Não                                           | Não                                           |            |
| Linter SQL RDBMS                                 | Não                                           | Não                                           | Não                                           | Não                                           |            |
| MaxDB                                            | Não                                           | Não                                           | Não                                           | Não                                           |            |
| Microsoft Access (JET)                           | Não                                           | Não                                           | Não                                           | Não                                           |            |
| Microsoft Visual Foxpro                          | Não                                           | Não                                           | Não                                           | Não                                           |            |
| Microsoft SQL Server                             | Sim                                           | Não                                           | Não                                           | Não                                           |            |
| Microsoft SQL Server Compact (Embedded Database) | Não                                           | Não                                           | Não                                           | Não                                           |            |
| MonetDB                                          | (M5)                                          | (M5)                                          | (M5)                                          | Não                                           |            |
| MySQL                                            | Sim                                           | Sim                                           | Sim                                           | Sim                                           |            |
| OpenBase SQL                                     | ?                                             | ?                                             | ?                                             | ?                                             |            |
| Oracle                                           | Sim                                           | Sim                                           | Sim                                           | Sim                                           |            |
| Oracle Rdb                                       | Sim                                           | Sim                                           | ?                                             | ?                                             |            |
| OpenLink Virtuoso                                | Sim                                           | Não                                           | Não                                           | Não                                           |            |
| Polyhedra DBMS                                   | Não                                           | Não                                           | Não                                           | Não                                           |            |
| PostgreSQL                                       | 1                                             | 1                                             | 1                                             | 1                                             |            |
| RDM Embedded                                     | 2                                             | 2                                             | 2                                             | Não                                           |            |
| RDM Server                                       | Não                                           | Não                                           | Não                                           | Não                                           |            |
| ScimoreDB                                        | Não                                           | Sim                                           | Não                                           | Não                                           |            |
| SQL Anywhere                                     | Não                                           | Não                                           | Não                                           | Não                                           |            |
| SQLite                                           | Não                                           | Não                                           | Não                                           | Não                                           |            |
| Teradata                                         | Sim                                           | Sim                                           | Sim                                           | Sim                                           |            |
| UniVerse                                         | Sim                                           | Sim                                           | Sim                                           | Sim                                           |            |
| Xeround Cloud Database                           | N/A - particionamento feito transparentemente | N/A - particionamento feito transparentemente | N/A - particionamento feito transparentemente | N/A - particionamento feito transparentemente |            |
|                                                  | Range                                         | Hash                                          | Composite (Range+Hash)                        | List                                          | Expression |

## Controle de acesso
Informações sobre funcionalidades de controle de acesso.
|                                                  | Encriptação nativa em rede1                   | Proteção contra ataques força-bruta | Compatibilidade para Diretório Enterprise    | Regras de complexidade de senha2      | Acesso Patch3                                   | Executar sem privilégios4 | Auditoria   | Limite de recursos | Separação de papéis (RBAC)5 | Certificação de segurança            |
| ------------------------------------------------ | --------------------------------------------- | ----------------------------------- | -------------------------------------------- | ------------------------------------- | ----------------------------------------------- | ------------------------- | ----------- | ------------------ | --------------------------- | ------------------------------------ |
| Adaptive Server Enterprise                       | (opcional; requer compra)                     | Sim                                 | (opcional ?)                                 | Sim                                   | Parcial (precisa registrar; depende do produto) | Sim                       | Sim         | Sim                | Sim                         | (EAL4+ 1)                            |
| Advantage Database Server                        | Sim                                           | Não                                 | Não                                          | Não                                   | Sim                                             | Sim                       | Não         | Não                | Sim                         | ?                                    |
| DB2                                              | Sim                                           | ?                                   | (LDAP, Kerberos…)                            | Sim                                   | ?                                               | Sim                       | Sim         | Sim                | Sim                         | (EAL4+6)                             |
| Empress Embedded Database                        | ?                                             | ?                                   | Não                                          | Não                                   | Sim                                             | Sim                       | Sim         | Não                | Sim                         | Não                                  |
| Firebird                                         | Não                                           | Sim [ 79 ]                          | (Windows trusted authenification)            | Não                                   | Parcial (sem página de segurança)               | Sim                       | Não         | Não                | 7                           | ?                                    |
| HSQLDB                                           | Sim                                           | Não                                 | Sim                                          | Sim                                   | Sim                                             | Sim                       | Não         | Não                | Sim                         | Não                                  |
| H2                                               | Sim                                           | Sim                                 | ?                                            | Não                                   | ?                                               | Sim                       | ?           | Sim                | Sim                         | Não                                  |
| Informix Dynamic Server                          | Sim                                           | ?                                   | 10                                           | ?10                                   | Sim                                             | Sim                       | Sim         | Sim                | Sim                         | ?                                    |
| Linter SQL RDBMS                                 | (with SSL)                                    | Sim                                 | Não                                          | (length only)                         | ?                                               | Sim                       | Sim         | Sim                | Sim                         | Sim                                  |
| MariaDB                                          | (SSL)                                         | Não                                 | (versão 5.2, mas não em servidores Windows)  | Não                                   | Parcial (sem página de segurança)               | Sim                       | ?           | ?                  | ?8                          | Não                                  |
| MySQL                                            | (SSL com 4.0)                                 | Não                                 | (versão 5.5, mas apenas na versão comercial) | Não                                   | Parcial (sem página de segurança)               | Sim                       | ?           | ?                  | ?8                          | Não                                  |
| OpenBase SQL                                     | Sim                                           | ?                                   | (Open Directory, LDAP)                       | Não                                   | ?                                               | ?                         | ?           | ?                  | ?                           | ?                                    |
| Microsoft SQL Server                             | Sim                                           | ?                                   | (Microsoft Active Directory)                 | Sim                                   | Sim                                             | Sim                       | (From 2008) | Sim                | Sim                         | (EAL1+1)                             |
| Microsoft SQL Server Compact (Embedded Database) | (não relevante, only file permissions)        | (não relevante)                     | (não relevante)                              | (não relevante)                       | Sim                                             | (file access)             | Sim         | Sim                | Não                         | ?                                    |
| Oracle                                           | Sim                                           | Sim                                 | Sim                                          | Sim                                   | ?                                               | Sim                       | Sim         | Sim                | Sim                         | (EAL4+1)                             |
| PostgreSQL                                       | Sim                                           | (for 9.1)                           | (LDAP, Kerberos…9)                           | (as of 9.0 with passwordcheck module) | Sim [ 82 ]                                      | Sim                       | Não         | Sim                | Sim                         | (EAL11)                              |
| RDM Embedded                                     | Não                                           | Não                                 | Não                                          | Não                                   | Não                                             | Sim                       | Não         | Não                | Não                         | Não                                  |
| RDM Server                                       | Sim                                           | Não                                 | Não                                          | Não                                   | Não                                             | Sim                       | Sim         | Não                | Sim                         | Não                                  |
| SQL Anywhere                                     | Sim                                           | ?                                   | (Kerberos)                                   | Sim                                   | ?                                               | Sim                       | Sim         | Não                | Sim                         | (EAL3+1 as Adaptive Server Anywhere) |
| SQLite                                           | (não relevante, apenas permissões de arquivo) | (não relevante)                     | (não relevante)                              | (não relevante)                       | Parcial (sem página de segurança)               | (acesso a arquivos)       | Sim         | Sim                | Não                         | Não                                  |
| Xeround Cloud Database                           | (SSL com 4.0)                                 | Não                                 | Não                                          | Não                                   | N/A - database as a service                     | Sim                       | Não         | Não                | Não                         | Não                                  |